# آنتروایسنباخ
آنتروایسنباخ (به آلمانی: Unterweißenbach) یک منطقهٔ مسکونی در اتریش است که در ناحیه فرایشتات واقع شده‌است. آنتروایسنباخ ۴۸٫۷ کیلومتر مربع مساحت دارد ۶۴۰ متر بالاتر از سطح دریا واقع شده‌است.